# 里費爾峰
45°58′52.8″N 7°45′29.7″E / 45.981333°N 7.758250°E

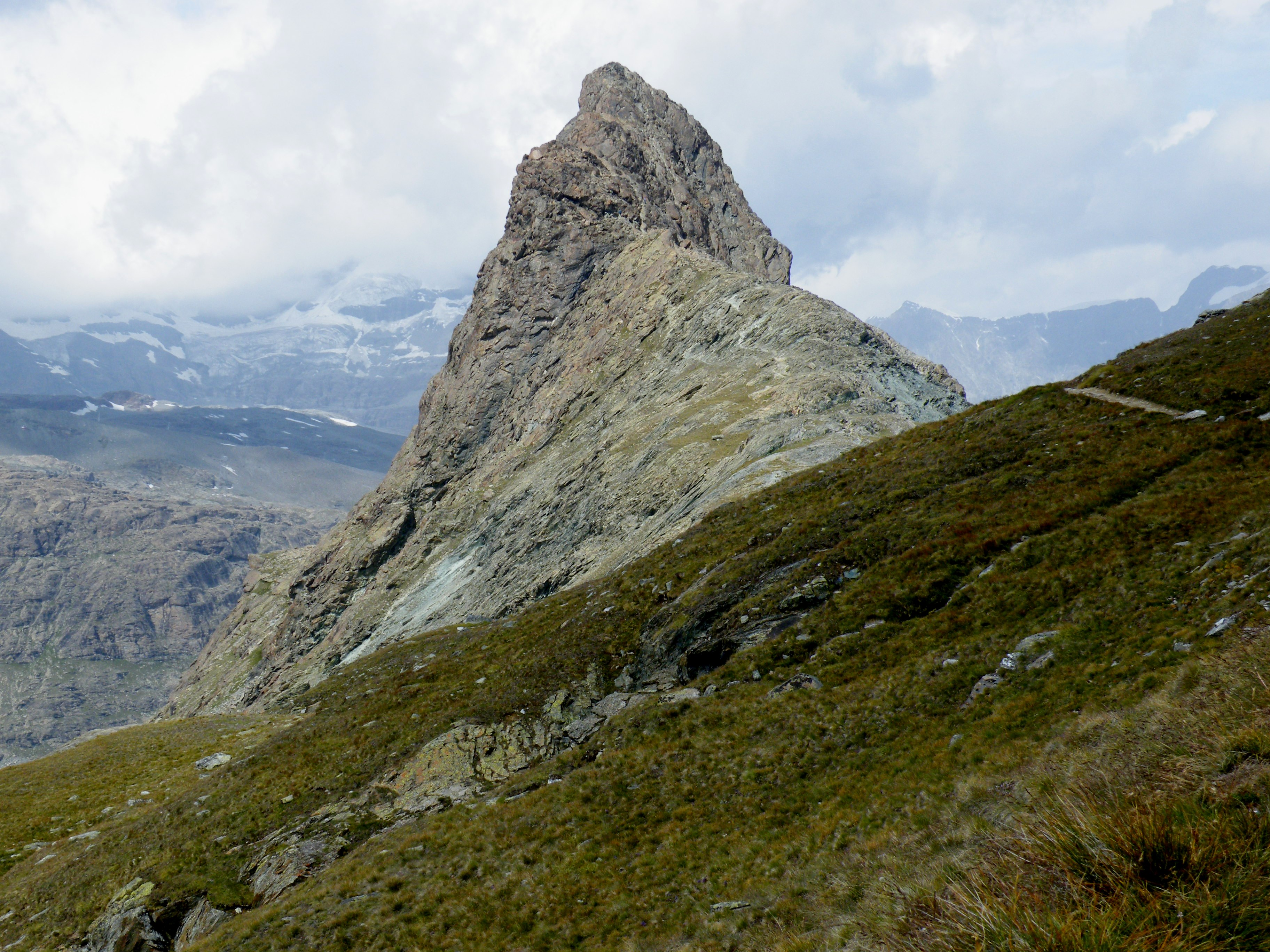

里費爾峰（Riffelhorn），是瑞士的山峰，位於該國南部，由瓦萊州負責管轄，屬於本寧阿爾卑斯山脈的一部分，海拔高度2,928米，每年平均降雨量1,358毫米。